# Three-letter acronym
TLA è un acronimo che significa Three-Letter Acronym o Three-Letter Abbreviation ("acronimo/abbreviazione di tre lettere" in inglese). È utilizzato per indicare tutte quelle abbreviazioni formate da tre sole lettere. Sono ad esempio dei TLA le sigle FTP, IRC, JPG, DVD, ecc.
Da notare è il fatto che TLA è un TLA esso stesso.
Il termine è usato in senso ironico riferendosi in particolare all'esagerata diffusione di queste abbreviazioni nella terminologia dell'informatica. Talvolta si riferisce anche a qualunque abbreviazione poco comprensibile, indipendentemente dal numero di lettere. Varianti dei TLA sono gli ETLA (Extended Three-Letter Acronym, "acronimo di tre lettere esteso") che a differenza dei primi sono formati da quattro lettere.
Pare che nel 1989 un giornalista chiese all'hacker Paul Boutin quale sarebbe stato il maggior problema informatico negli anni novanta. La risposta di Boutin fu: "Ci sono soltanto 17.000 TLA". Più precisamente i TLA di sole lettere possibili sono 17.576 (263), 46.656 (363) se si contano anche i numeri.